# Libertarianisme
Libertarianisme er en betegnelse for et bredt spektrum af politiske filosofier, som prioriterer individuel frihed højt og forsøger at minimere eller endog fjerne statsmagten. Den libertarianistiske filosofi fremføres oftest som en teori om retfærdighed, om end der ikke er noget forenet princip eller sæt af principper, som alle libertarianere kan forenes omkring. Udtrykket libertarianisme blev oprindeligt brugt til at referere til en filosofisk tro på fri vilje, men blev senere forbundet med anti-stats socialisme. I starten af 1900-tallet begyndte højre-orienterede også at bruge termen.
Termen "libertarianer" er meget udbredt i USA, hvor begrebet næsten udelukkende bliver brugt til at beskrive en "højreorienteret libertarianisme". I Danmark har der tidligere eksisteret organisationen Libertære Socialister.

## Historie

### 1800-tallet: Den anarkistiske kommunisme
Libertarianske socialister er fortalere for et system, hvor arbejderne kontrollerer produktionsmidlerne (socialisme) og hvor man maksimerer individet's frihed samt minimerer koncentration af magt og autoritet (libertarianisme). Libertarianske socialister er stærkt kritiske overfor institutioner som bruger tvang, hvilket fører dem til at afvise legitimiteten af staten til fordel for anarkisme.
Det første registrerede brug af termen i en politisk sammenhæng, var i 1857 i forbindelse med en oversættelse af det franske ord libertaire til libertarian på engelsk, af den franske anarko-kommunist Joseph Déjacque. Termen blev i 1890’ernes Frankrig populær som et middel til at undgå konsekvenserne af den anti-anarkistiske lovgivning (les lois scélérates). Derfor betyder "libertær socialisme" det samme som "socialistisk anarkisme". I Europa er termet "libertær" historisk blevet brugt til at beskrive socialister med modstand til staten, som Mikhail Bakunin.
Foreningen mellem socialisme og libertarianisme ligger forud for den kapitalistiske libertarianske bevægelse og mange anti-autoritære fordømmer stadig, hvad de ser, som en fejlagtig sammenslutning mellem kapitalisme og libertarianisme. Noam Chomsky har blandet udtalt sig og sagt, at en konsistent libertarianer "skal modsætte sig det private ejerskab af produktionsmidlerne og lønslaveri, som er en kompenent af det system, som er uforenelig med princippet om, at arbejde skal udføres frit og være under kontrol af arbejderen selv."

### 1900-tallet: Pro-ejendomsretsbevægelsen
Under Den Store Depression i første halvdel af 1900-tallet havde en række økonomer og filosoffer, heriblandt John Maynard Keynes og John Dewey, begyndt at overtage og omdefinere liberalismen. Igennem den såkaldte socialliberalisme (også kaldet nyliberalisme, hvilket dog ikke må forveksles med det nutidige ord neoliberalisme) fremsatte de argumenter for, hvordan en økonomisk krise kunne undgås eller formindskes, hvis blot statsmagten begyndte at intervenere i det økonomiske liv. Denne økonomiske opfattelse, kaldet keynesianisme, vandt indpas verden over og USA's præsident Franklin D. Roosevelt planlagde sin New Deal på grundlag af dens principper.
Da omfanget af økonomer og filosoffer, som kaldte sig selv liberale, men samtidig støttede en stærk statslig indblanding i det økonomiske liv steg kraftigt i disse år, blev ordet "liberalisme" i stadig højere grad sammenkædet med etatisme, eller endog socialisme; hvilket stadig er tilfældet i nutidens USA og Storbritannien.
De personer, som stadig fastholdt tiltroen til oplysningstidens idealer om personlig frihed og privat ejendomsret stod således i et dilemma, da verden omkring dem havde defineret deres filosofiske grundlag på ny. Nogle begyndte derfor at kalde sig "klassisk liberale", andre "konservative".
Striden om hvad man skulle kalde sit filosofiske grundlag førte til en større leksikal debat under og efter Den Store Depression blandt især amerikanske og østrigske liberalister.
I denne debat var den østrigske økonom og jurist Ludwig von Mises aktiv i sine bestræbelser på, at udrydde hvad han opfattede som intellektuel og praktisk forvirring. Ifølge von Mises var det ikke blot et ord der var på spil, men en betydningsfuld forskel imellem den forholdsvist uforstyrrede markedsøkonomi og en statsstyret planlægningsøkonomi.
I sin bog Liberalismus fra 1927 gjorde von Mises op med de såkaldte moderne liberale som mente, at politik alene handlede om et mål, f.eks. økonomisk lighed. Heroverfor fremsatte von Mises den påstand, at politik slet ikke handlede om et mål i sig selv, men om de midler, hvormed et mål skal opnås. Socialister og liberalister kunne således meget vel have samme mål, f.eks. menneskelig lykke, men midlet til at opnå dette var vidt forskelligt.
For at understrege denne forskel, begyndte Leonard Read, der i 1937 havde grundlagt den liberale uddannelsesinstitution Foundation for Economic Education, i 1940’erne, at omtale sin filosofiske opfattelse som "libertariansk" fordi han mente, folk ville misfortolke "klassisk", i klassisk liberal, på en sådan måde, at de ville tro, der var tale om et antikt og utidssvarende filosofisk system. I 1955 skrev Dean Russell en artikel, hvori han funderede over, hvad han skulle kalde sådan en som sig selv, der var tilhænger af den klassisk liberale filosofi. Han foreslog:

Lad os, som elsker frihed, tage patent på det gode navn "libertarianer".

Visse fremtrædende personligheder indenfor den libertarianske verden fortsatte dog med at betegne sig selv som klassisk liberale. Blandt disse var netop Ludwig von Mises og Friedrich Hayek, der begge i deres intellektuelle arbejde havde identificeret socialismen og fascismens kollektivistiske grundlag, som værende i familie med totalitarismen.
Ayn Rands internationale bestsellere The Fountainhead (1943) og Atlas Shrugged (1957), samt hendes bøger om den objektivistiske filosofi, affødte en fornyet interesse i de libertarianske ideer om frihed og kapitalisme.

I 1958 udgav den britiske akademiker Isaiah Berlin sin essay ”Two Concepts of Liberty” hvori han opstillede to forskellige definitioner af frihed: Positiv og negativ frihed. Hvor klassiske liberale arbejde for at sikre frihed i en negativ forstand, det vil sige frihed fra tvang, forsøgte den såkaldt moderne liberalisme og socialismen at opnå frihed i sin positive betydning, ved at sikre mennesker en frihed til at opnå en mulighed.